# شقاق مادرزادی جمجمه
شقاق مادرزادی جمجمه (انگلیسی: Cranioschisis) یا دیس‌رافیسم، یک عارضهٔ تکاملی هنگامِ تولد است که طی آن، دو نیمهٔ استخوان جمجمه به‌طور کامل به‌هم نرسیده و بسته نمی‌شوند (به ویژه در ناحیهٔ استخوان پس‌سری). در نتیجه مغز در معرض مایع آمنیوتیک قرار داشته و در نهایت چروک می‌شود و منجر به آنانسفالی می‌گردد.
شقاق مادرزادی جمجمه و ستون فقرات (انگلیسی: Craniorachischisis) شدیدترین شکلِ دیس‌رافیسم است که طی آن تمامی طولِ لوله عصبی (مغز و ستون فقرات) به‌درستی جوش نخورده و بسته نمی‌شود.